# The Other Man (film 1915)
The Other Man è un cortometraggio muto del 1915. Il nome del regista non viene riportato nei credit del film che, prodotto dalla Reliance Film Company, aveva come interpreti William Bailey, Glynn Braun, Jack W. Johnston.

## Trama
Arthur Matthews, scrittore di successo e uomo interessato al sociale, incontra per caso Kerwood, un derelitto che fa la fame ma che gli sembra ancora recuperabile. Lo porta con sé a casa e, avendo saputo che in precedenza aveva lavorato per un giornale, la prende come segretario. Presentando Kerwood a sua moglie, Matthews non si accorge che tra i due scocca come una scintilla che dimostra, evidentemente, che si conoscono già. La cosa invece non sfugge alla servitù che comincia a spettegolare. Matthews li sente e così sorprende la moglie insieme al segretario. Quella stessa notte Kerwood e Mrs. Matthews si incontrano pronti a lasciare la casa, ognuno con una valigia. Il maggiordomo li vede e avverte Matthews che, infuriato, afferra una pistola e si precipita in biblioteca. Ne consegue una lotta e Matthews è sul punto di sparare a Kerwood quando sua moglie riesce ad attirare la sua attenzione su una lettera che gli aveva lasciato sul tavolo. Dopo averla letta, viene a sapere che i due si conoscono perché solo fratello e sorella e che sua moglie glielo aveva nascosto per la vergogna, decidendo invece di riportarlo dal loro padre per ottenere il suo perdono.

## Produzione
Il film fu prodotto dalla Reliance Film Company.

## Distribuzione
Distribuito dalla Mutual, il film - un cortometraggio in due bobine - uscì nelle sale statunitensi il 15 febbraio 1915.